# PWI Wrestler of the Year
De PWI Wrestler of the Year Award wordt jaarlijks uitgereikt door de professioneel worstelmagazine Pro Wrestling Illustrated. De PWI-lezers nomineren worstelaars die actief zijn in de worstelwereld.

## Winnaars en ereplaatsen
| Jaar | Winnaar          | Eerste ereplaats | Tweede ereplaats    | Derde ereplaats     |
| ---- | ---------------- | ---------------- | ------------------- | ------------------- |
| 1972 | Pedro Morales    |                  |                     |                     |
| 1973 | Jack Brisco      |                  |                     |                     |
| 1974 | Bruno Sammartino |                  |                     |                     |
| 1975 | Mr. Wrestling II |                  |                     |                     |
| 1976 | Terry Funk       | Bruno Sammartino | Nick Bockwinkel     | Paul Jones          |
| 1977 | Dusty Rhodes     | Billy Graham     | Bob Backlund        | Harley Race         |
| 1978 | Dusty Rhodes     | Bob Backlund     | Ricky Steamboat     | Harley Race         |
| 1979 | Harley Race      | Dusty Rhodes     | Jimmy Snuka         | Bob Backlund        |
| 1980 | Bob Backlund     | Harley Race      | Verne Gagne         | The Iron Sheik      |
| 1981 | Ric Flair        | Bob Backlund     | Tommy Rich          | Dusty Rhodes        |
| 1982 | Bob Backlund     | Ric Flair        | Hulk Hogan          | Jimmy Snuka         |
| 1983 | Harley Race      | Nick Bockwinkel  | André the Giant     | Bob Backlund        |
| 1984 | Ric Flair        | Hulk Hogan       | Kerry Von Erich     | Rick Martel         |
| 1985 | Ric Flair        | Hulk Hogan       | Rick Martel         | Sgt. Slaughter      |
| 1986 | Ric Flair        | Hulk Hogan       | Randy Savage        | Nikita Koloff       |
| 1987 | Hulk Hogan       | Ric Flair        | Randy Savage        | Steve Williams      |
| 1988 | Randy Savage     | Jerry Lawler     | Lex Luger           | Ric Flair           |
| 1989 | Ric Flair        | Hulk Hogan       | Lex Luger           | Ricky Steamboat     |
| 1990 | Sting            | Ultimate Warrior | Hulk Hogan          | Lex Luger           |
| 1991 | Hulk Hogan       | Lex Luger        | Bret Hart           | Sting               |
| 1992 | Ric Flair        | Ron Simmons      | Rick Rude           | Bret Hart           |
| 1993 | Vader            | Bret Hart        | Shawn Michaels      | Yokozuna            |
| 1994 | Hulk Hogan       | Bret Hart        | Razor Ramon         | Ric Flair           |
| 1995 | Diesel           | Shawn Michaels   | Sting               | Hulk Hogan          |
| 1996 | The Giant        | Shawn Michaels   | Ric Flair           | Ahmed Johnson       |
| 1997 | Lex Luger        | Steve Austin     | The Undertaker      | Diamond Dallas Page |
| 1998 | Steve Austin     | Goldberg         | Diamond Dallas Page | The Rock            |
| 1999 | Steve Austin     | The Rock         | Sting               | Tazz                |
| 2000 | The Rock         | Triple H         | Booker T            | Kurt Angle          |
| 2001 | Steve Austin     | Kurt Angle       | The Rock            | Rob Van Dam         |
| 2002 | Brock Lesnar     | Rob Van Dam      | Triple H            | The Undertaker      |
| 2003 | Kurt Angle       | Brock Lesnar     | Triple H            | A.J. Styles         |
| 2004 | Chris Benoit     | Randy Orton      | Eddie Guerrero      | A.J. Styles         |
| 2005 | Batista          | John Cena        | A.J. Styles         | Samoa Joe           |
| 2006 | John Cena        | Samoa Joe        | Rey Mysterio        | Edge                |
| 2007 | John Cena        | Kurt Angle       | Batista             | Randy Orton         |
| 2008 | Triple H         | Kurt Angle       | Randy Orton         | Samoa Joe           |
| 2009 | Randy Orton      | John Cena        | Chris Jericho       | Kurt Angle          |
| 2010 | Randy Orton      | Rob Van Dam      | John Cena           | Sheamus             |
| 2011 | CM Punk          | John Cena        | Davey Richards      | Bobby Roode         |
| 2012 | CM Punk          | Sheamus          | Austin Aries        | John Cena           |